# Summertime (Hopper)
Summertime (Été en français) est une peinture à l'huile sur toile réalisé le 8 mai 1943 dans son atelier de New York par l'artiste peinte américain Edward Hopper. Mesurant 74 × 111,8 cm, il est conservé au Delaware Art Museum, dans la ville de Wilmington, au nord-est des États-Unis.

## Contexte
Edward Hopper est un peintre réaliste et naturaliste américain ayant pour sujets la solitude et l'aliénation de l'individu dans la société américaine.

## Description et analyse

### Personnage
Le tableau représente une jeune femme rousse dans un cadre urbain. Elle se trouve au centre du tableau et se tient à une colonne. Elle semble attendre sur les marches du perron, le regard au loin. Elle porte une robe blanche qui attire la lumière et qui fait écho aux rideaux de l'immeuble. Il s'agit d'une tenue d'été : sa robe est claire, courte, légère et décolletée ; elle porte aussi un chapeau jaune paille. Son attitude et ses vêtements sont simples : peu de couleurs, pas de bijoux, de escarpins noirs, elle appartient sans doute à la classe moyenne américaine. Enfin, la transparence de sa robe, la nudité des jambes introduit une dimension érotique et sensuelle pour l'époque, en contradiction avec les mœurs puritaines d'une partie de l'Amérique.

### Décor et composition

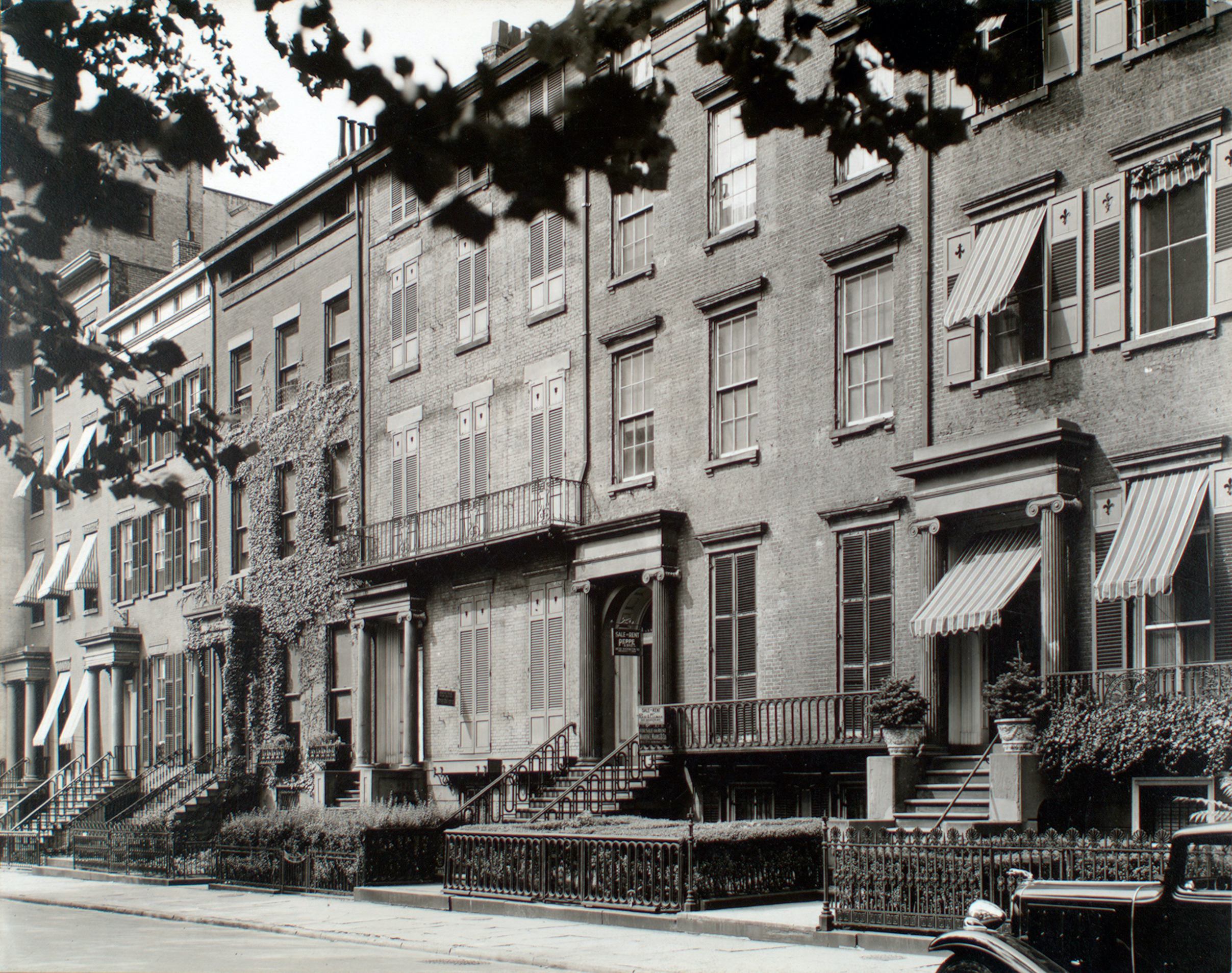
Immeubles à perron et colonnes sur Washington Square, New York. Hopper avait son atelier dans ce quartier et s'est peut-être inspiré de son architecture.

L'immeuble est typique des grandes villes américaines : fenêtres à guillotine, perron à colonnes qui fait partie d'un porche. La porte et les fenêtres sont ouvertes, sans doute à cause de la chaleur de l'été. La fonction de l'immeuble est impossible à établir : s'agit-il d'un hôtel, d'une banque, d'un logement ?
La lumière estivale est celle d'un soleil au zénith et vient du coin en haut à gauche : elle se manifeste par de grandes ombres portées, derrière la femme et derrière la colonne de droite. La composition est claire : les lignes verticales sont marquées par les colonnes, les fenêtres et le personnage féminin. Le point de fuite des lignes horizontales est hors champ ; ces dernières structurent le tableau. Le cadrage est resserré. Les couleurs sont peu nombreuses et réparties en aplats : un dégradé de blancs et de gris dominent. Les couleurs chaudes sont rares : encadrement acajou de la porte, chevelure rousse, rouge à lèvres, jaune du chapeau, élément métallique jaune verdâtre à la base de la porte.
Le tableau est traversé de nombreuses oppositions : l'horizontalité de l'escalier, du trottoir, du mur croise la verticalité des colonnes et du personnage ; l'ombre du bâtiment contraste avec l'aveuglante blancheur de la façade ; la raideur de la colonne s'oppose à l'ondulation de l'ombre du corps sur les marches d'escalier ; l'étouffante pesanteur de la chaleur est contrebalancé par le vent qui agit sur le rideau.

### Ruptures et continuités
Edward Hopper s'inspire du cinéma de son époque. Summertime représente comme un instant suspendu, une scène figée d'un film alors que la femme esseulée et le trottoir déserté introduisent un certain suspense. Qu'attend-elle ? Que va-t-elle faire ? Le tableau pourrait être une affiche de film de cinéma. La peinture de Hopper est aussi marquée par la photographie : le peintre choisit avec soin ses sujets, le cadrage et les effets de lumière. Illustrateur commercial, il fut amené à travailler à partir de photographies. Il réussit à figer le temps et à capter des moments fugitifs, à la manière des peintres impressionnistes dont il s'inspire partiellement, à une époque où la photographie couleur se développe. Du tableau émane une impression de silence, peut-être parce que Hopper avait un sévère problème d’audition et parce qu'il préférait les lieux de solitude. 

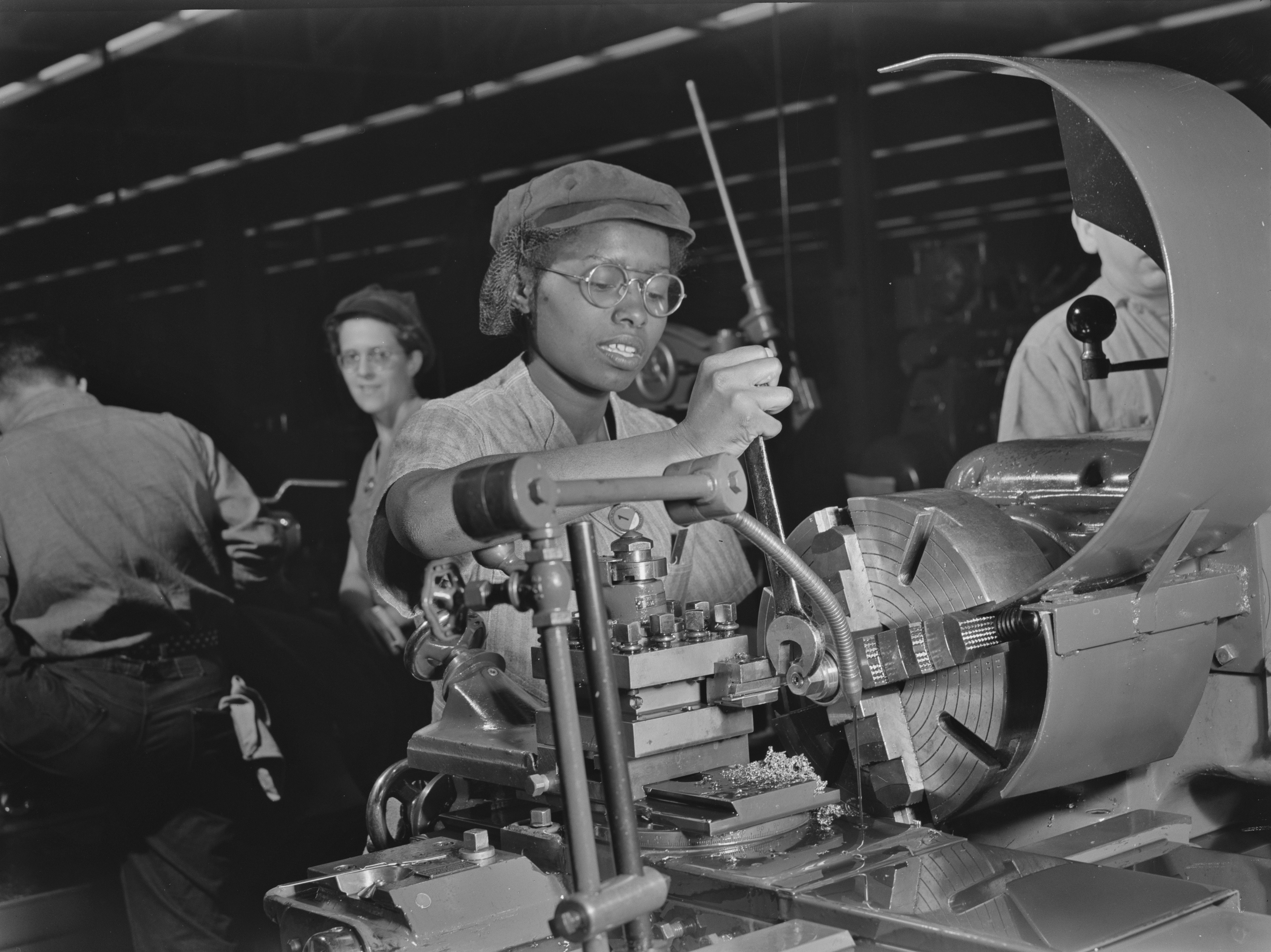
1942, ouvrière dans une usine américaine.

Summertime reprend les codes des œuvres de Hopper  : le personnage semble s'abstraire du monde, absorbé et seul dans la ville. La femme est une figure récurrente dans son œuvre.  Elle apparaît à la fois comme fragile et comme une déesse sur son piédestal. Dans Summertime, la robe transparente de la jeune femme apparait comme nouvelle et témoigne de l'évolution des mœurs en cours.  Cette femme doit être remise dans le contexte de la Seconde Guerre mondiale : de nombreux hommes sont partis à la guerre et les femmes les remplacent dans les usines. Le tableau montre une femme rayonnante, insouciante, indépendante, en robe légère, attirant la lumière de l'été, aux antipodes des ouvrières travaillant dans les usines d'armement et des souffrances des soldats sur les fronts.
Selon certaines analyses, Hopper aurait illustré la reprise économique générée par la guerre, et serait à rapprocher d'une autre toile du peintre américain intitulée New York pavements (Scène de rue, 1924) : offrant un autre angle de vue, ce tableau dépeint la même architecture. Summertime peut aussi être rapproché des scènes de genre d'artistes anciens comme Vermeer. En réalité, le tableau laisse cours à une multitude d'interprétations.